# Чорба од канаринца
„Чорба од канаринца” је југословенски  ТВ филм из 2001. године. Режирао га је Слободан Радовић а сценарио је написао Милош Радовић.

## Улоге
| Глумац         | Улога  |
| -------------- | ------ |
| Тихомир Станић | Меда   |
| Весна Тривалић | Јелена |